# Alfred Escher

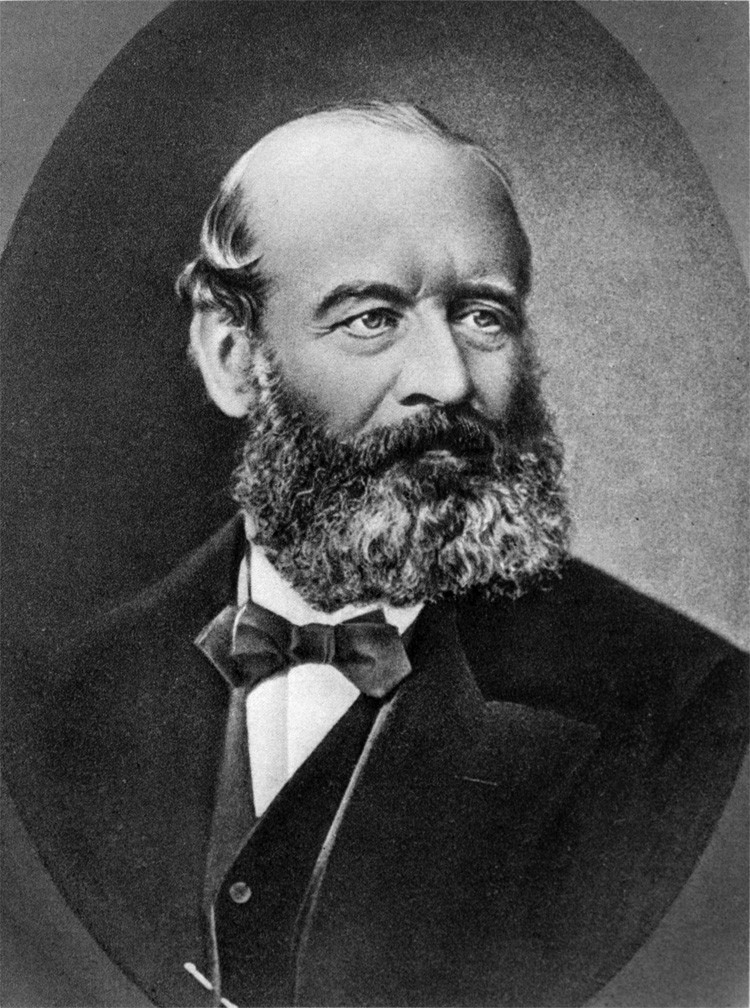
Alfred Escher

Alfred Escher (ur. 20 lutego 1819 zm. 6 grudnia 1882), szwajcarski przedsiębiorca i polityk.
W 1848 został wybrany do Rady Narodowej. Zasiadał w niej do śmierci, trzykrotnie pełniąc funkcję jej przewodniczącego (1849 - 1850, 1856 - 1857 i 1862 - 1863).
Jako przewodniczący rządowej komisji ds. kolejnictwa był jednym z inicjatorów powstania linii kolejowej łączącej Zurych i Baden.